# Fabriano
Fabriano település Olaszországban, Marche régióban, Ancona megyében. Lakosainak száma 28 918 fő (2023. január 1.). Fabriano Costacciaro, Fiuminata, Fossato di Vico, Gualdo Tadino, Matelica, Poggio San Vicino, Serra San Quirico, Sigillo, Cerreto d’Esi, Esanatoglia, Genga, Nocera Umbra és Sassoferrato községekkel határos.

## Népesség
A település lakossága az elmúlt években az alábbi módon változott:
| Lakosok száma | 31 212 | 30 809 | 28 918 |
|               | 2017   | 2018   | 2023   |

## Híres emberek
- Itt született 1930-ban Venantino Venantini színész.[2]